# Philipsdam

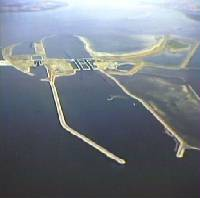
Krammerschleusen im Philipsdam

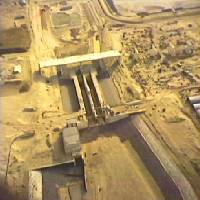
Schleusen im Bau

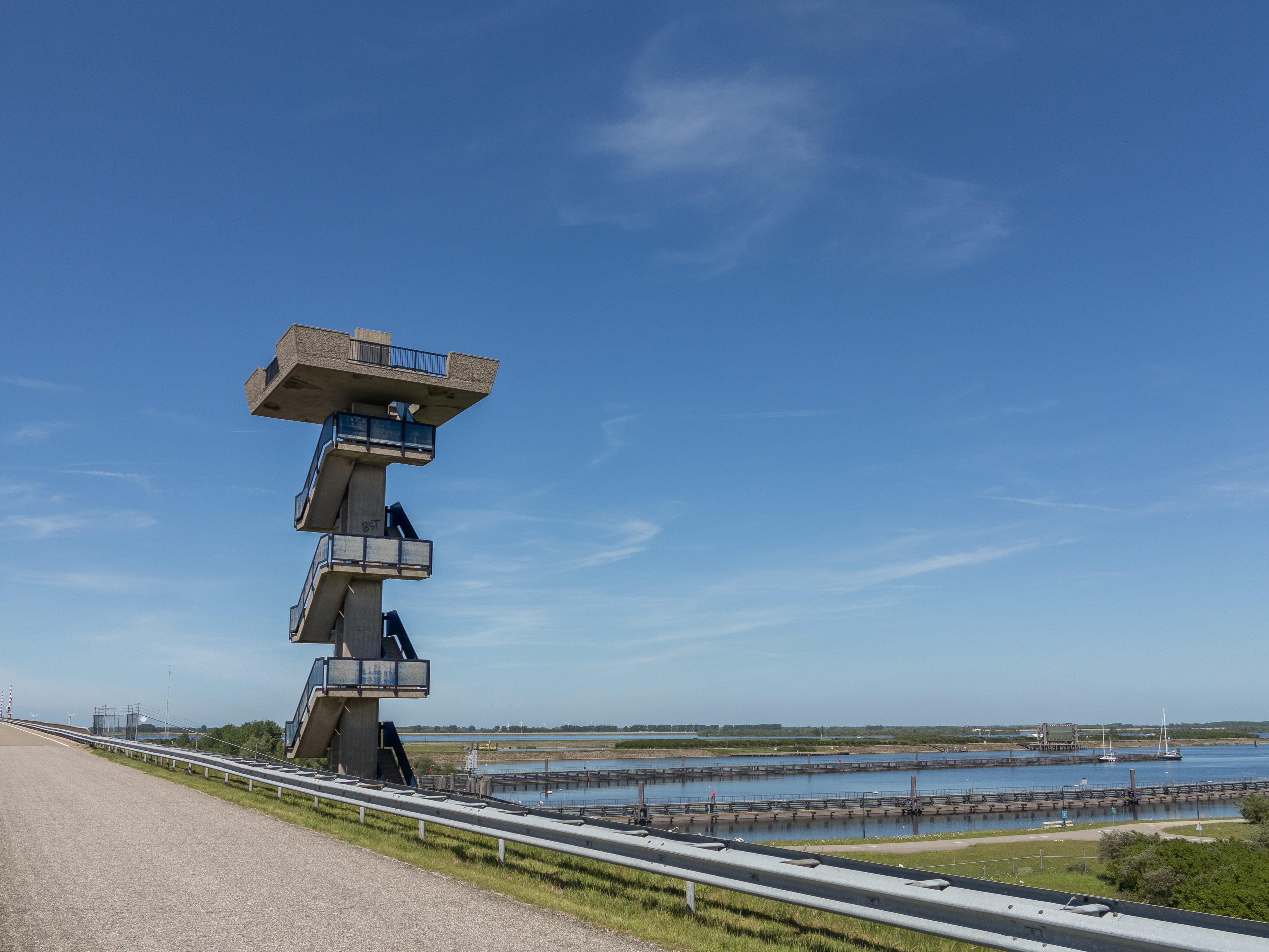
Skulptur bei den Krammersluizen

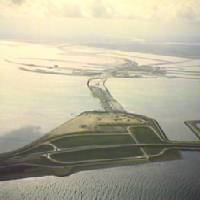
Luftaufnahme des Philipsdams (Bildmitte)

Der Philipsdam ist ein Teil der Deltawerke. Er trennt die Gewässer Krammer und Volkerak von der Oosterschelde und verläuft zwischen dem Grevelingendam und dem Sint-Philipsland. 
1976 wurde mit dem Bau einer Arbeitsinsel auf der Plaat van Vliet begonnen. Danach wurden die Krammerschleusen für die Binnenschifffahrt gebaut.
Diese wurden 1983 fertiggestellt und am 2. Februar 1987, nach Abschluss der Deichbauarbeiten,  für den Verkehr freigegeben. 1994 wurde noch eine Schleuse für die Freizeitschifffahrt gebaut.
Die Schleusen arbeiten mit einem Wasseraustauschsystem, das verhindert, dass Salzwasser aus der Oosterschelde in das Volkerak fließt. Dabei wird das schwerere Salzwasser von unten abgesaugt oder das Süßwasser von oben, je nach Fahrtrichtung der Schiffe. Die Schleusen sind 280 Meter lang und 24 Meter breit und somit auch für große Schubverbände geeignet.

## Windpark Krammer
2017 wurde auf dem Gelände der Krammersluizen ein Windpark mit insgesamt 34 Anlagen des deutschen Herstellers Enercon (E-115 mit 3 MW Nennleistung und 122 Meter Nabenhöhe) errichtet. Der 102-MW-Park wurde im Mai 2019 von König Willem-Alexander feierlich eröffnet.